# Dikrella affinis
Dikrella affinis är en insektsart som först beskrevs av Henry Fairfield Osborn 1928.  Dikrella affinis ingår i släktet Dikrella och familjen dvärgstritar.
Artens utbredningsområde är Colombia. Inga underarter finns listade i Catalogue of Life.